# بوبي براون (لاعب كرة قدم بريطاني)
بوبي براون (بالإنجليزية: Bobby Brown)‏ (2 ديسمبر 1931 في المملكة المتحدة - 24 يونيو 2019) هو مدرب كرة قدم ولاعب كرة قدم بريطاني في مركز الظهير. لعب مع نادي ماذرويل ونادي ووركينغتون.

## وصلات خارجية
- بوبي براون على موقع قاعدة بيانات كرة القدم.إي يو (الإنجليزية)